# Eszter Rasztótzky
Eszter Rasztótzky es una deportista húngara que compitió en piragüismo en la modalidad de aguas tranquilas. Ganó una medalla de oro en el Campeonato Mundial de Piragüismo de 2003, y una medalla de bronce en el Campeonato Europeo de Piragüismo de 2001.

## Palmarés internacional
| Campeonato Mundial | Campeonato Mundial           | Campeonato Mundial | Campeonato Mundial |
| Año                | Lugar                        | Medalla            | Evento             |
| ------------------ | ---------------------------- | ------------------ | ------------------ |
| 2003               | Gainesville (Estados Unidos) | Medalla de oro     | K4 1000 m          |
| Campeonato Europeo |                              |                    |                    |
| Año                | Lugar                        | Medalla            | Evento             |
| 2001               | Milán (Italia)               | Medalla de bronce  | K4 1000 m          |